# Cal Plaxats
Cal Plaxats és un edifici del municipi de Castellfollit del Boix (Bages) que forma part de l'Inventari del Patrimoni Arquitectònic de Catalunya.

## Descripció
Del conjunt d'edificacions que conformen la masia en destaca el cos principal de planta rectangular i format per planta baixa, dos pisos i golfes amb coberta a dues aigües. A la façana principal, les obertures s'organitzen en tres eixos amb balcons a la planta pis i un òcul a les golfes. Destaca també una pallissa datada al 12880 on es pot veure les restes d'un rellotge de sol. Formant part del conjunt hi ha a la part posterior de la casa l'ermita de Sant Jaume del Clot del Grau i una mica més allunyat un forn d'obra encara en funcionament.
A la llinda de la porta de la casa hi ha la data de 1884, a la façana de la pallissa s'hi llegeix 1888 i al rellotge de sol 1925.